# 이자와 아쓰시
이자와 아쓰시(일본어: 井澤 惇, 1989년 7월 23일 ~ )는 일본의 전 축구 선수이다.

## 구단 경력
그는 2008년부터 2017년까지 J리그의 방포레 고후, 카탈레 도야마, 도쿠시마 보르티스에서 활동하였다.